# 사메즈역
사메즈역(일본어: 鮫洲駅、さめずえき)은 도쿄도 시나가와구에 있는 철도역이다.

## 타는 곳
| 1 | ■ 게이큐 본선 | 게이큐 가마타·요코하마·가미오오카·우라가 방면 공항선 하네다 공항 방면 즈시 선 신즈시 방면 구리하마 선 게이큐 구리하마·미사키구치 방면                                    |
| 2 | ■ 게이큐 본선 | 시나가와·센가쿠지 방면 ○ 도영 지하철 아사쿠사 선 니혼바시·아사쿠사·오시아게 방면 게이세이 선 다카사고·후나바시·나리타 공항 방면 후쿠소 선 신카마가야·인바 니혼 의대 방면 |

## 역세권 정보
- 도쿄 운수 지국 본청사
- 국도 제15호선
- 사메즈 공원
- 산업기술대학원대학
- 오이 소방서
- 사메즈 우체국
- 게이큐 교통 시나가와 영업소.

## 역사
- 1904년 5월 8일: 영업 개시.
- 1966년 6월 16일: 대피 설비 사용 개시.
- 1977년 12월: 승강장 유효장을 6량 편성으로 연장.
- 1991년 12월: 역사 고가화.

## 인접역
| 게이힌 급행 전철 본선             | 게이힌 급행 전철 본선 | 게이힌 급행 전철 본선         |
| --------------------------------- | --------------------- | ----------------------------- |
| KK04 아오모노요코초 시나가와 방면 | ■ 보통                | KK06 다치아이가와 우라가 방면 |